# Analyse profane
Le terme d'analyse profane (Laienanalyse » ou « analyse laïque ») se rapporte à la pratique de la psychanalyse par des non-médecins, dont un certain nombre d'universitaires venus d'autres disciplines (lettres, philosophie, droit, théologie).

## Le débat
La possibilité que de non-médecins puissent exercer comme psychanalystes a été débattue dès l'origine de la pratique psychanalytique, au sein de leurs associations professionnelles elles-mêmes, en France, aux États-Unis ou en Suisse, mais aussi par les associations de médecins.
Sigmund Freud défend l'idée que la psychanalyse ne doit pas s'affilier à la médecine. Il publie dans cette perspective, dès 1926, La question de l'analyse profane, destiné à défendre Theodor Reik, poursuivi en justice en 1928 pour exercice illégal de la médecine alors qu'il est secrétaire de la Société psychanalytique de Vienne.
En 1938, il réaffirme sa position dans une lettre à Jacques Schnier :

« Je ne puis imaginer d'où peut provenir cette stupide rumeur concernant mon changement d'avis sur la question de l'analyse pratiquée par les non-médecins. Le fait est que je n'ai jamais répudié mes vues et que je soutiens avec encore plus de force qu'auparavant, face à l'évidente tendance qu'ont les Américains à transformer la psychanalyse en bonne à tout faire de la psychiatrie. »

En France, le procès de Margaret Clark-Williams a fait en quelque sorte jurisprudence. Ce point a aussi été particulièrement controversé en France, Sacha Nacht notamment ne consentant qu'à contrecœur à accepter des « auxiliaires d'analyse », c'est-à-dire des non-médecins.
En Suisse, la question s'est posée à propos d'Oskar Pfister (pasteur), et de Charles Baudouin qui avait lui aussi, été l'objet de poursuites.